# Alfa Romeo Racing C39
Az Alfa Romeo Racing C39 egy Formula–1-es versenyautó, amelyet az Alfa Romeo Racing tervezett és versenyeztetett a 2020-as Formula–1 világbajnokság során. Pilótapárosa Antonio Giovinazzi és Kimi Raikkönen voltak, a csapat tartalék- és tesztpilótája pedig Robert Kubica volt.

## Áttekintés
Habár a csapat az Alfa Romeo nevet viselte, a hajtásláncot a Ferraritól kapták, egyebekben pedig gyakorlatilag a Sauber istálló működött tovább, csak más néven. A szezon előtti teszteket megelőzően a C39-est kígyóbőr mintázathoz hasonló festéssel mutatták be, majd a teszten mutatták be a végleges, bordó-fehér festést.
Erre az évre rányomta a bélyegét egyrészt a koronavírus-járvány miatt elcsúsztatott szezon, másrészt pedig az, hogy a Ferrari motorjai ebben az évben gyengék voltak. Főként azokon a versenyeken szenvedtek, amelyek igényelték volna a motorerőt, hozzájuk hasonlóan a Haas és a gyári Ferrari is szenvedett. A legtöbb versenyen a mezőny hátulján, a Williams és a Haas istállókkal versenyeztek, bár az idény előrehaladtával történt némi javulás. Giovinazzi háromszor, Raikkönen mindössze kétszer szerzett pontot egész évben, és a legjobb eredményük a kilencedik hely volt. Az emilia-romagna nagydíjon kettős pontszerzést könyvelhettek el.
Az autó módosított változatát használta a Pirelli a 2021-es szezonzáró futam után arra, hogy a 2022-től bevezetett új nagyobb méretű gumikat tesztelje.

## Eredmények
| Év   | Csapat                  | Motor   | Gumik | Pilóták            | Versenyek | Versenyek | Versenyek | Versenyek | Versenyek | Versenyek | Versenyek | Versenyek | Versenyek | Versenyek | Versenyek | Versenyek | Versenyek | Versenyek | Versenyek | Versenyek | Versenyek | Pontok | Helyezés |
| ---- | ----------------------- | ------- | ----- | ------------------ | --------- | --------- | --------- | --------- | --------- | --------- | --------- | --------- | --------- | --------- | --------- | --------- | --------- | --------- | --------- | --------- | --------- | ------ | -------- |
| 2020 | Alfa Romeo Racing Orlen | Ferrari | P     |                    | AUT       | STY       | HUN       | GBR       | 70A       | ESP       | BEL       | ITA       | TUS       | RUS       | EIF       | POR       | EMI       | TUR       | BHR       | SKH       | ABU       | 8      | 8.       |
| 2020 | Alfa Romeo Racing Orlen | Ferrari | P     | Antonio Giovinazzi | 9         | 14        | 17        | 14        | 17        | 16        | KI        | 16        | KI        | 11        | 10        | 15        | 10        | KI        | 16        | 13        | 16        | 8      | 8.       |
| 2020 | Alfa Romeo Racing Orlen | Ferrari | P     | Kimi Räikkönen     | KI        | 11        | 15        | 17        | 15        | 14        | 12        | 13        | 9         | 14        | 12        | 11        | 9         | 15        | 15        | 14        | 12        | 8      | 8.       |

- † – Nem fejezte be a futamot, de rangsorolva lett, mert teljesítette a versenytáv 90%-át.